# Papieskie Kolegium Północnoamerykańskie
Papieskie Kolegium Północnoamerykańskie (łac. Pontificium Collegium Civitatum Foederatarum Americae Septemtrionalis, ang. Pontifical North American College) – rzymskokatolicka instytucja edukacyjna w Rzymie, powołana w celu kształcenia i formacji kleryków oraz księży pochodzących ze Stanów Zjednoczonych, Kanady i Australii. Kampus mieści się w pobliżu Watykanu.
Nadzór nad Kolegium sprawuje Konferencja Episkopatu Stanów Zjednoczonych poprzez Radę Gubernatorów składającą się z 15 biskupów, z których każdy reprezentuje jeden z 15 regionów kościelnych, na które podzielone są Stany Zjednoczone. Z ramienia Stolicy Apostolskiej nadzór sprawuje Kongregacja ds. Duchowieństwa.
Papieskie Kolegium Północnoamerykańskie finansowane jest przez amerykańskie i australijskie diecezje oraz przez prywatnych sponsorów.

## Historia
Powstanie kolegium kształcącego amerykańskich księży zaproponował w 1854 arcybiskup westminsterski kard. Nicholas Wiseman. Pomysł ten uzyskał aprobatę papieża Piusa IX.
22 września 1858 Święta Kongregacja Rozkrzewiania Wiary zakupiła były klasztor żeński, będący wówczas koszarami wojsk francuskich, w celu utworzenia w nim instytucji kształcącej amerykańskie duchowieństwo. 7 grudnia 1859 do Kolegium przybyło pierwszych dwunastu studentów. Dzień później nastąpiło oficjalne otwarcie Kolegium pod przewodnictwem abpa Gaetano Bediniego. Pierwszym prorektorem został irlandzki benedyktyn o. Bernard Smith OSB. Od 1860 rektorami są Amerykanie.
25 października 1884 papież Leon XIII nadał instytucji prawa uczelni papieskiej. W maju 1940 Kolegium zostało zamknięte. Wznowiło działalność po zakończeniu II wojny światowej. W 1948 papież Pius XII przekazał Kolegium na własność zajmowane przez nie budynki (dotychczas były one własnością Świętej Kongregacji Rozkrzewiania Wiary, wypożyczoną amerykańskim biskupom). W latach 1946–1953 powstała nowa siedziba Kolegium.

## Rektorzy
- o. Bernard Smith OSB (1859 - 1860)
- ks. William George McCloskey (1860 - 1868)
- ks. Francis Silas Marean Chatard (1868 - 1878)
- ks. Louis Hostelot (1878 - 1884)
- ks. Denis Joseph O’Connell (1885 - 1895)
- ks. William Henry O’Connell (1895 - 1901)
- abp Thomas Francis Kennedy[a] (1901 - 1917)
- ks. Charles O’Hern (1917 - 1925)
- ks. Eugene S. Burke (1925 - 1935)
- bp Ralph Leo Hayes (1935 - 1944)
- abp Martin John O’Connor (1946 - 1964)
- bp Francis Frederick Reh (1964 - 1968)
- bp James Aloysius Hickey (1969 - 1974)
- ks. Harold P. Darcy (1974 - 1979)
- ks. Charles M. Murphy (1979 - 1984)
- ks. Lawrence M. Purcell (1984 - 1990)
- ks. Edwin O’Brien (1990 - 1994)
- ks. Timothy Dolan (1994 - 2001)
- ks. Kevin C. McCoy (2001 - 2005)
- ks. James Francis Checchio (2005 - 2016)
- ks. Peter Harman (2016 - 2022)
- ks. Thomas Warren Powers (2022 - nadal)